# Villyan Bijev
Villyan Bijev (in bulgaro Вилян Бижев?, Viljan Bižev; Fresno, 3 gennaio 1993) è un ex calciatore bulgaro con cittadinanza statunitense, di ruolo attaccante.

## Carriera

### Club
Ad agosto 2011, il Liverpool ha offerto un provino a Bijev. Il calciatore ha destato una buona impressione ed è stato messo sotto contratto; in attesa di ricevere un permesso di lavoro, è stato ceduto in prestito ai tedeschi del Fortuna Düsseldorf. Ha esordito nella 2. Bundesliga il 5 aprile 2012, subentrando ad Adam Matuszczyk nella sconfitta per 2-1 sul campo dell'Hansa Rostock. Terminata la stagione, ha fatto ritorno al Liverpool, che il 24 agosto lo ha ceduto nuovamente con la formula del prestito, stavolta ai norvegesi dello Start. Ha debuttato nella 1. divisjon il 23 settembre, sostituendo Espen Børufsen nella vittoria per 2-1 sullo Hødd.
A fine stagione, è tornato al Liverpool. Il 29 maggio 2014 ha firmato ufficialmente un contratto con lo Slavia Sofia. Successivamente, si è accordato con il Černo More Varna. Il 18 marzo 2016, Bijev è passato ai Portland Timbers II.

### Nazionale
Bijev ha rappresentato gli Stati Uniti under 18 e Under-20. Nel 2012, ha rifiutato una convocazione da parte della Bulgaria under 21. L'anno seguente, ha cambiato idea e ha accettato la chiamata. Il 1º giugno 2013 ha fatto così il suo esordio, schierato titolare nella vittoria per 3-0 contro l'Armenia.